# Orlando Bridgeman (5e comte de Bradford)
Orlando Bridgeman (6 octobre 1873 - 21 mars 1957) est un pair britannique titré 5e comte de Bradford, un homme politique conservateur et un militaire. Il est également un grand propriétaire foncier.

## Jeunesse
Il est le fils aîné de George Bridgeman (4e comte de Bradford) et de son épouse Ida Frances Annabella Lumley, deuxième fille de Richard Lumley (9e comte de Scarbrough). Il fait ses études à Harrow School et va ensuite au Trinity College, Cambridge, où il obtient un baccalauréat ès arts en 1896 et une maîtrise ès arts en 1903. A Cambridge, il est secrétaire du Pitt Club. Il succède à son père comme comte en 1915.

## Carrière
Bridgeman rejoint le 3e bataillon (milice) du Royal Scots (Lothian Regiment) et est nommé capitaine le 29 avril 1899. Le bataillon est engagé en décembre 1899 dans la seconde guerre des Boers et, au début de mars 1900, quitte Queenstown, en Irlande à bord du SS Oriental pour l'Afrique du Sud. Il combat dans la guerre après son arrivée en 1900, et à nouveau en 1902, revenant du Cap au Royaume-Uni avec la plupart de son régiment en mai 1902. Il combat de nouveau pendant la Première Guerre mondiale à partir de 1915 en tant que lieutenant-colonel. Bridgeman est nommé colonel honoraire de la King's Shropshire Light Infantry en 1939.
Bridgeman est secrétaire privé adjoint de Robert Gascoyne-Cecil, 3e marquis de Salisbury dans ses fonctions de secrétaire d'État aux Affaires étrangères entre 1898 et 1900 et de premier ministre du Royaume-Uni pendant quelques semaines au cours de l'été 1902. Salisbury démissionne le 11 juillet 1902 et Lord Newport est ensuite secrétaire privé du successeur de Salisbury, Arthur Balfour de juillet 1902 à 1905. Ayant rejoint la Chambre des lords à la mort de son père, il devient whip du gouvernement en 1919, poste qu'il occupe jusqu'en 1924. Il est juge de paix du Shropshire et représente ce dernier comté ainsi que le Warwickshire en tant que lieutenant adjoint. En 1932, il est trésorier de la Royal Salop Infirmary à Shrewsbury.

## Famille
Le 21 juillet 1904, il épouse Margaret Cecilia Bruce (28 octobre 1882 - 16 avril 1949), fille de Henry Bruce (2e baron Aberdare). Ils ont cinq enfants:
- Helen Diana Bridgeman (22 juin 1907 - 7 mai 1967), épouse Robert Henry Edward Abdy, 5e baronnet. (11 septembre 1896-17 novembre 1976) le 10 février 1930 et divorce en 1962
- Ursula Mary Bridgeman (12 juillet 1909 - 6 mai 1912)
- Gerald Bridgeman (6e comte de Bradford) (29 septembre 1911-30 août 1981)
- Anne Pamela Bridgeman (12 juin 1913 - 2009), épouse le lieutenant-colonel John Pearson (3e vicomte Cowdray) (en) (27 février 1910-19 janvier 1995) le 19 juillet 1939 et divorce en 1950
- Joan Serena Bridgeman (29 mai 1916-23 juillet 1935)